# Pablo Armero
Pablo Estifer Armero (* 2. November 1986 in Tumaco) ist ein ehemaliger kolumbianischer Fußballspieler.

## Karriere

### Verein
Armero begann seine Karriere beim kolumbianischen Erstligisten América de Cali, wechselte 2008 zu Palmeiras São Paulo und 2010 zu Udinese Calcio. Im Januar 2013 wurde er an den Ligakonkurrenten SSC Neapel bis zum Saisonende 2012/13 ausgeliehen. Eine vereinbarte Kaufoption in Höhe von vier Millionen Euro wurde im Sommer 2013 von Napoli genutzt.
In der Winterpause der Saison 2013/14 wurde er an den englischen Erstligisten West Ham United ausgeliehen. Im Sommer 2014 wechselte er zurück nach Udine und wurde an den AC Mailand ausgeliehen. Im April 2015 kehrte Armero zu Udinese zurück, wurde jedoch am darauffolgenden Tag an Flamengo Rio de Janeiro ausgeliehen. Die Ausleihe endete am 31. Dezember 2015.
Im Januar 2017 wechselte Armero zum EC Bahia. Im Januar 2018 kehrte Armero zu seinem ersten Profiverein, América de Cali, zurück.
Im Januar 2019 wurde sein Vertrag dort dann schließlich aufgelöst. Im Mai nahm ihn der CS Alagoano auf. Nach nur zwei Monaten jedoch wechselte er direkt wieder. Er ging zum Guarani FC, wo er nur am Anfang spielen durfte. Danach war er nicht einmal mehr im Kader. Insgesamt konnte er in der brasilianischen Série A und der Série B 6 Spiele ohne Torerfolg machen. Am Ende der Saison beendete er seine aktive Laufbahn.

### Nationalmannschaft
Mit der kolumbianischen U-17-Auswahl nahm er an der U-17-WM 2003 und der U-17-Südamerikameisterschaft 2003 teil. Am 11. September 2008 debütierte er in der A-Nationalmannschaft in einem WM-Qualifikationsspiel gegen Chile.

## Erfolge
Bahia
- Copa do Nordeste: 2017

Auszeichnungen
- Team des Jahres der Serie A: 2011